# ارین اوبراین-مور
ارین اوبراین-مور (انگلیسی: Erin O'Brien-Moore; ca. ۲ مهٔ ۱۹۰۲ – ۳ مهٔ ۱۹۷۹) یک هنرپیشه اهل ایالات متحده آمریکا بود.
از فیلم‌ها یا برنامه‌های تلویزیونی که وی در آن نقش داشته است می‌توان به زندگی امیل زولا، پیتون پلیس، خط دراز طوسی، مردان کوچک، خیش و ستارگان اشاره کرد.